# 薩諾斯蒂 (新墨西哥州)
薩諾斯蒂（英語：Sanostee）是位於美國新墨西哥州聖胡安縣的普查規定居民點。

## 人口
根據2020年美國人口普查的數據，薩諾斯蒂的面積為11.75平方千米，皆為陸地。當地共有人口322人，而人口密度為每平方千米27.4人。